# Schwarze Perlen
Schwarze Perlen war eine Heftromanserie aus dem Pabel-Verlag, Rastatt.

## Daten
Sie trug den Untertitel „Der Neue Post-Roman – für die Frau“ und erschien ab 1973. Bis 1975 sind 80 Hefte erschienen. Ein weiteres Heft wurde angekündigt, erschien aber nicht mehr. Der Preis eines Einzelheftes lag bei 0,60 DM (Heft 1–50) bzw. 0,70 DM (Heft 51–55).
Eine zweite Auflage erschien 1977 unter dem Namen Die schwarzen Perlen – Roman um das Schicksal einer Frau, dabei wurden je zwei Hefte in einem Band zusammengefasst.
Eine dritte Auflage veröffentlichte der Bastei-Verlag, Köln von September 2014 bis März 2016 mit dem Titel Die Schwarzen Perlen – Das Geheimnis der Olivia Douglas vierzehntäglich. Für die vierzig Bände wurden z. T. neue Folgennamen gewählt; als Autor wird O.S. Winterfield genannt.

## Inhalt
Die Serie handelt von der jungen Stella Douglas, die nach dem Tod ihres Vaters das Familienschloss im schottischen Hochland erbt. Dort erfährt sie von der geheimnisvollen Flucht ihrer tot geglaubten Mutter Olivia vor sechzehn Jahren. In der Hoffnung, diese könne noch am Leben sein, begibt sich Stella auf die Suche nach ihr. Die einzelnen schwarzen Perlen einer magischen Perlenkette, die Lady Olivia einst gehörte, markieren dabei wichtige Stationen auf deren Reise. Stella führen sie in exotische Länder und verwickeln sie in gleichermaßen unheimliche wie amouröse Abenteuer.

## Titelliste

### Schwarze Perlen
| #   | Autor         | Titel                              | Jahr |
| --- | ------------- | ---------------------------------- | ---- |
| 001 | Anne Hatfield | Die Frau in Schwarz                | 1973 |
| 002 | Anne Hatfield | Flucht aus Liebe                   | 1973 |
| 003 | Anne Hatfield | Eine Frau zuviel an Bord           | 1973 |
| 004 | Anne Hatfield | Stellas erste Liebe                | 1973 |
| 005 | Anne Hatfield | Glückliche Sommertage              | 1973 |
| 006 | Anne Hatfield | Rette mich, Geliebter              | 1973 |
| 007 | Anne Hatfield | Die Liebe verzeiht alles           | 1973 |
| 008 | Anne Hatfield | Intrigen um Olivia                 | 1973 |
| 009 | Anne Hatfield | Der Traum einer Nacht              | 1973 |
| 010 | Anne Hatfield | Ein Tanz für den Scheich           | 1973 |
| 011 | Anne Hatfield | Die weiße Sklavin                  | 1973 |
| 012 | Anne Hatfield | Verwehte Spuren                    | 1973 |
| 013 | Anne Hatfield | Die Macht der Liebe                | 1973 |
| 014 | Anne Hatfield | Die Flucht vor der Wahrheit        | 1973 |
| 015 | Anne Hatfield | Das verschwundene Porträt          | 1973 |
| 016 | Anne Hatfield | Das Tal der Tränen                 | 1973 |
| 017 | Anne Hatfield | Die Insel der Toten                | 1974 |
| 018 | Anne Hatfield | Das Mädchen Nina                   | 1974 |
| 019 | Anne Hatfield | Das Tagebuch der Nina              | 1974 |
| 020 | Anne Hatfield | Der Mann mit der Maske             | 1974 |
| 021 | Anne Hatfield | Unschuldig verurteilt              | 1974 |
| 022 | Anne Hatfield | Verbotene Liebe                    | 1974 |
| 023 | Anne Hatfield | Wilde Wasser                       | 1974 |
| 024 | Anne Hatfield | Angelika, das Bettelkind           | 1974 |
| 025 | Anne Hatfield | Bekenntnisse eines Mönchs          | 1974 |
| 026 | Anne Hatfield | Schatten der Eifersucht            | 1974 |
| 027 | Anne Hatfield | Der Graue                          | 1974 |
| 028 | Anne Hatfield | Zuflucht im Kloster                | 1974 |
| 029 | Anne Hatfield | Liebesnächte in der Geisterburg    | 1974 |
| 030 | Anne Hatfield | Der Ruf der Todesglocke            | 1974 |
| 031 | Anne Hatfield | Auf dem Felsen der schwarzen Vögel | 1974 |
| 032 | Anne Hatfield | Stella und der Wolfsmensch         | 1974 |
| 033 | Anne Hatfield | Olivia im Palazzo                  | 1974 |
| 034 | Anne Hatfield | Die Dame in der roten Robe         | 1974 |
| 035 | Anne Hatfield | Verschwörung mit Pietro            | 1974 |
| 036 | Anne Hatfield | Liebesbriefe eines Unbekannten     | 1974 |
| 037 | Anne Hatfield | Die Rivalin                        | 1974 |
| 038 | Anne Hatfield | Liebe in Gefahr                    | 1974 |
| 039 | Anne Hatfield | Geliebte kleine Lady               | 1974 |
| 040 | Anne Hatfield | Gaston und das Berbermädchen       | 1974 |
| 041 | Anne Hatfield | Ein Mann und zwei Frauen           | 1974 |
| 042 | Anne Hatfield | Stellas Doppelgängerin             | 1974 |
| 043 | Anne Hatfield | Insel der Glückseligkeit           | 1974 |
| 044 | Anne Hatfield | Im Reich der Schmetterlinge        | 1974 |
| 045 | Anne Hatfield | Panja, das Hirtenmädchen           | 1974 |
| 046 | Anne Hatfield | Im Bann der Geisterwelt            | 1974 |
| 047 | Anne Hatfield | Der Mann ohne Gedächtnis           | 1974 |
| 048 | Anne Hatfield | Ohne Liebe ist es Nacht            | 1974 |
| 049 | Anne Hatfield | Herr über Leben und Tod            | 1974 |
| 050 | Anne Hatfield | Das Geheimnis des Mausoleums       | 1974 |
| 051 | Anne Hatfield | Komm zurück, Patrick               | 1974 |
| 052 | Anne Hatfield | Der Liebesschwur                   | 1974 |
| 053 | Anne Hatfield | Der Erbe von Schloß Windhome       | 1974 |
| 054 | Anne Hatfield | Immer wenn der Sturm kommt         | 1974 |
| 055 | Anne Hatfield | Das Mädchen aus der Strafkolonie   | 1974 |
| 056 | Anne Hatfield | Eine Hochzeit und zwei Bräute      | 1974 |
| 057 | Anne Hatfield | Der Tyrann von Correnara           | 1974 |
| 058 | Anne Hatfield | Tödliche Liebe                     | 1974 |
| 059 | Anne Hatfield | Einsam unter Spaniens Sonne        | 1974 |
| 060 | Anne Hatfield | Zwischen Haß und Leidenschaft      | 1974 |
| 061 | Anne Hatfield | Das Geständnis des Don Alfonso     | 1974 |
| 062 | Anne Hatfield | Königin der Zigeuner               | 1974 |
| 063 | Anne Hatfield | Unverhofftes Wiedersehen           | 1974 |
| 064 | Anne Hatfield | Geborgtes Glück                    | 1974 |
| 065 | Anne Hatfield | Die große Schuld                   | 1974 |
| 066 | Anne Hatfield | In der Gewalt der Rebellen         | 1974 |
| 067 | Anne Hatfield | Die geheimnisvolle Windmühle       | 1974 |
| 068 | Anne Hatfield | Die hoffnungslose Liebe Amigas     | 1974 |
| 069 | Anne Hatfield | Alle Bräute müssen sterben         | 1975 |
| 070 | Anne Hatfield | Die Gehetzte                       | 1975 |
| 071 | Anne Hatfield | Tränen zum Glück                   | 1975 |
| 072 | Anne Hatfield | Die Nacht der Rache                | 1975 |
| 073 | Anne Hatfield | Ein Leben ohne Ende                | 1975 |
| 074 | Anne Hatfield | Die Frau mit dem blauen Schleier   | 1975 |
| 075 | Anne Hatfield | Die Erpressung                     | 1975 |
| 076 | Anne Hatfield | Tod im Hochmoor                    | 1975 |
| 077 | Anne Hatfield | Eine Liebe geht in Erfüllung       | 1975 |
| 078 | Anne Hatfield | Die Frau des Maharadschas          | 1975 |
| 079 | Anne Hatfield | Das Ende einer Irrfahrt            | 1975 |
| 080 | Anne Hatfield | Am Ziel aller Wünsche              | 1975 |

### Die schwarzen Perlen
| #   | Autor         | Titel                        | Jahr |
| --- | ------------- | ---------------------------- | ---- |
| 001 | Anne Hatfield | Die Frau in Schwarz          | 1977 |
| 002 | Anne Hatfield | Eine Frau zuviel an Bord     | 1977 |
| 003 | Anne Hatfield |                              | 1977 |
| 004 | Anne Hatfield |                              | 1977 |
| 005 | Anne Hatfield | Der Traum einer Nacht        | 1977 |
| 006 | Anne Hatfield | Die weiße Sklavin            | 1977 |
| 007 | Anne Hatfield |                              | 1977 |
| 008 | Anne Hatfield |                              | 1977 |
| 009 | Anne Hatfield | Das Mädchen Nina             | 1977 |
| 010 | Anne Hatfield | Der Mann mit der Maske       | 1977 |
| 011 | Anne Hatfield | Verbotene Liebe              | 1977 |
| 012 | Anne Hatfield | Angelina, das Bettelkind     | 1977 |
| 013 | Anne Hatfield | Schatten der Eifersucht      | 1977 |
| 014 | Anne Hatfield | Zuflucht im Kloster          | 1977 |
| 015 | Anne Hatfield |                              | 1977 |
| 016 | Anne Hatfield |                              | 1977 |
| 017 | Anne Hatfield |                              | 1977 |
| 018 | Anne Hatfield |                              | 1977 |
| 019 | Anne Hatfield |                              | 1977 |
| 020 | Anne Hatfield |                              | 1977 |
| 021 | Anne Hatfield |                              | 1977 |
| 022 | Anne Hatfield |                              | 1977 |
| 023 | Anne Hatfield | Panja, das Hirtenmädchen     | 1977 |
| 024 | Anne Hatfield | Der Mann ohne Gedächtnis     | 1977 |
| 025 | Anne Hatfield | Das Geheimnis des Mausoleums | 1977 |
| 026 | Anne Hatfield |                              | 1977 |
| 027 | Anne Hatfield |                              | 1977 |
| 028 | Anne Hatfield |                              | 1977 |
| 029 | Anne Hatfield |                              | 1977 |
| 030 | Anne Hatfield |                              | 1977 |
| 031 | Anne Hatfield |                              | 1977 |
| 032 | Anne Hatfield |                              | 1977 |
| 033 | Anne Hatfield |                              | 1977 |
| 034 | Anne Hatfield |                              | 1977 |
| 035 | Anne Hatfield |                              | 1977 |
| 036 | Anne Hatfield |                              | 1977 |
| 037 | Anne Hatfield |                              | 1977 |
| 038 | Anne Hatfield |                              | 1977 |
| 039 | Anne Hatfield |                              | 1977 |
| 040 | Anne Hatfield | Am Ziel aller Wünsche        | 1977 |